# Gemini (bot conversacional)
Gemini, conocido anteriormente como Google Bard, es un bot conversacional de inteligencia artificial multimodal y generativa desarrollado por Google basado en la familia Gemini Pro. Se desarrolló como respuesta directa al auge de ChatGPT de OpenAI. 
Se lanzó de forma limitada en marzo de 2023 con una acogida poco entusiasta. El 10 de mayo de dicho año fue presentado oficialmente al público en el Google I/O celebrado en Mountain View (California). Debido al temor de la compañía de infringir el Reglamento de Protección de Datos (RGPD) europea, Gemini demoró su implementación en dicho continente hasta julio de ese año.
Esta programado con: 
Python, C++, Java, Go (Golang), SQL, noSQL y JavaScript.

## Antecedentes
En noviembre de 2022, OpenAI lanzó ChatGPT, un bot conversacional basado en la familia GPT-3 de modelos lingüísticos. ChatGPT acaparó la atención mundial tras su lanzamiento, convirtiéndose en una sensación viral en Internet. Alarmados por la posible amenaza de ChatGPT para el buscador de Google, los directivos de Google emitieron una alerta de «código rojo», reasignando varios equipos para ayudar en los esfuerzos de IA de la empresa. En un movimiento raro y sin precedentes, los cofundadores de Google Larry Page y Sergey Brin, que habían renunciado a sus funciones como directores generales de Alphabet en 2019, fueron convocados a reuniones de emergencia con ejecutivos de la compañía para discutir la respuesta de Google a ChatGPT. Cuando los empleados les preguntaron en una reunión general si LaMDA, el LLM de Google presentado a principios de ese año, era una oportunidad perdida para que Google compitiera con ChatGPT, Pichai y el jefe de IA de Google, Jeff Dean, declararon que, si bien la compañía tenía capacidades similares a ChatGPT, moverse demasiado rápido en ese campo representaría un «riesgo de reputación» significativo debido a que Google es sustancialmente más grande que OpenAI. En enero de 2023, Demis Hassabis, director general de Google DeepMind, anunció planes para crear un rival de ChatGPT.

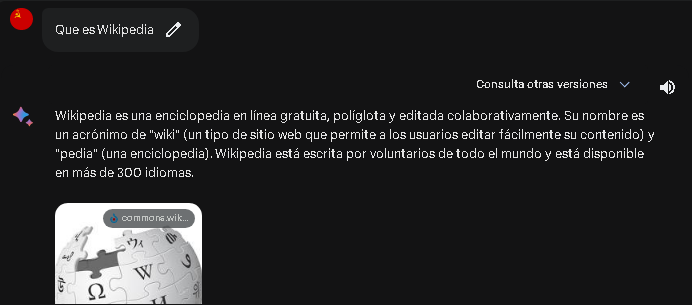
Gemini hablando sobre Wikipedia

Los empleados de Google recibieron instrucciones para acelerar el progreso de un competidor de ChatGPT, probando intensivamente «Apprentice Bard» y otros bots conversacionales. En febrero, durante la conferencia trimestral de inversores sobre los beneficios de Google, Pichai aseguró a los inversores que la empresa tenía planes para ampliar la disponibilidad y las aplicaciones de LaMDA. Su lanzamiento inicial fue un fracaso después de que Bard fallara dando datos falsos al preguntársele por el telescopio James Webb.

En diciembre de 2023, Google incorporó Gemini Pro a Bard (Gemini ahora) en inglés, brindándole habilidades más avanzadas de comprensión, razonamiento, resumen y codificación.

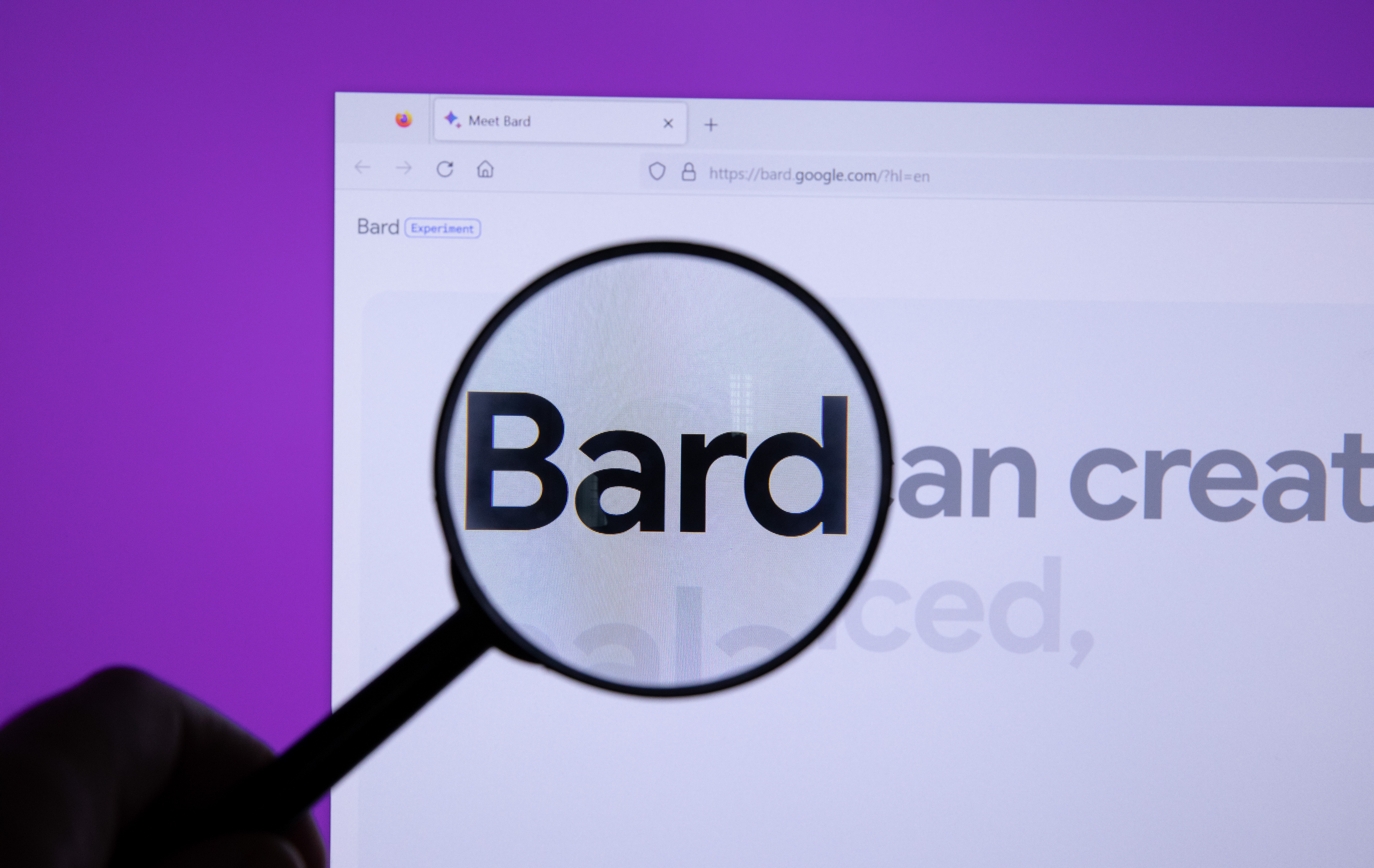
Página oficial de Google Bard (Gemini) mostrada con una lupa.

El 1 de febrero de 2024, se anunció la integración de Gemini Pro a Bard para más de 40 idiomas y en más de 230 países.
El 8 de febrero de 2024, se anunció el cambio de nombre de Bard a Gemini.
El 15 de febrero de 2024, se anunció la versión 1.5 de Gemini. Según Google, Gemini 1.5 Pro supera la velocidad de la versión 1.0 Pro en el 87% de las pruebas de referencia utilizadas para desarrollar grandes modelos lingüísticos (LLM).

## Recepción

### Respuesta crítica

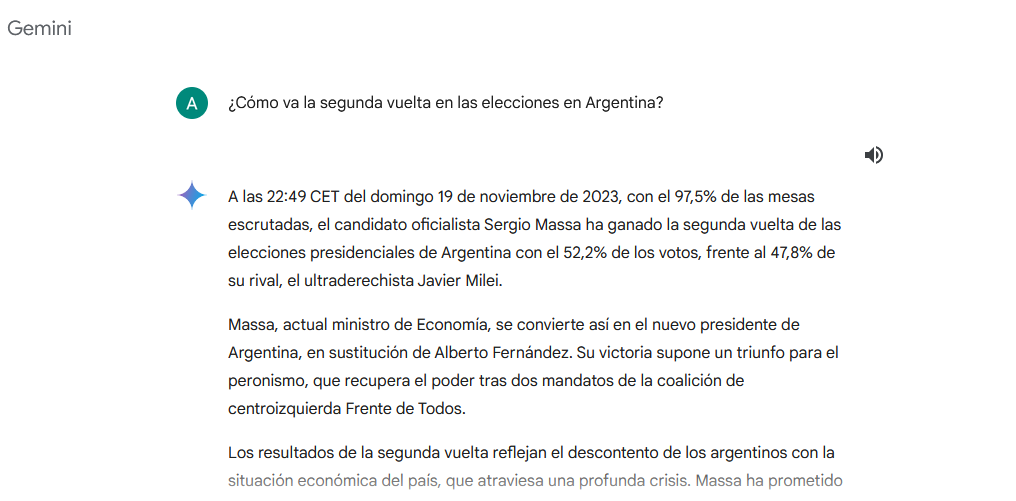
Captura de pantalla de Gemini (antes Bard), que muestra que en las Elecciones presidenciales de Argentina 2023 ganó Sergio Massa, en vez de Javier Milei.

Gemini, entonces conocido como Bard, recibió críticas mixtas tras su lanzamiento inicial. James Vincent de The Verge, encontró que era más rápido que ChatGPT y Microsoft Copilot, pero señaló que la falta de notas al pie al estilo de Bing era «tanto una bendición como una maldición», alentando a Google a ser más audaz al experimentar con la IA. Su colega David Pierce no quedó impresionado por sus respuestas poco interesantes y a veces inexactas, añadiendo que a pesar de la insistencia de Google en que Bard no era un motor de búsqueda, su interfaz de usuario se asemejaba a la de uno, lo que podría causar problemas para Google. Cade Metz de The New York Times describió a Bard como «más cauteloso» que ChatGPT, mientras que Shirin Ghaffary de Vox lo calificó de «seco y poco controvertido», debido a la naturaleza reservada de sus respuestas.
El columnista de The Washington Post, Geoffrey A. Fowler, encontró que Bard era una mezcla, notando que actuaba con cautela, pero podía mostrar sesgos influenciados por Internet. Escribiendo para ZDNET, Sabrina Ortiz creía que ChatGPT y Bing Chat eran «más capaces en general» en comparación con Bard, mientras que la periodista de Wired, Lauren Goode, encontró su conversación con Bard «la más extraña» de las tres. Después de la introducción de extensiones, Kevin Roose de The New York Times, encontró la actualización poco impresionante y «un poco desordenada», mientras que Lakshmi Varanasi de Business Insider, encontró que Bard a menudo se inclinaba más hacia la adulación que hacia los hechos.
En una conversación de 60 Minutes con Hsiao, el vicepresidente senior de Google, James Manyika, y Pichai, el corresponsal de CBS News Scott Pelley encontró a Gemini «inquietante». El profesor asociado Ethan Mollick de la Escuela Wharton de la Universidad de Pensilvania quedó decepcionado por su ineptitud artística. The New York Times realizó una prueba con ChatGPT y Gemini sobre su capacidad para manejar tareas esperadas de asistentes humanos, y concluyó que el rendimiento de ChatGPT era vastamente superior al de Gemini. NewsGuard, una herramienta que califica la credibilidad de los artículos de noticias, encontró que Gemini era más hábil para desacreditar teorías de conspiración conocidas que ChatGPT. Un informe publicado por la Associated Press advirtió que Gemini y otros chatbots tenían tendencia a generar «información falsa y engañosa que amenazaba con privar de derechos a los votantes».

### Controversia sobre la generación de imágenes

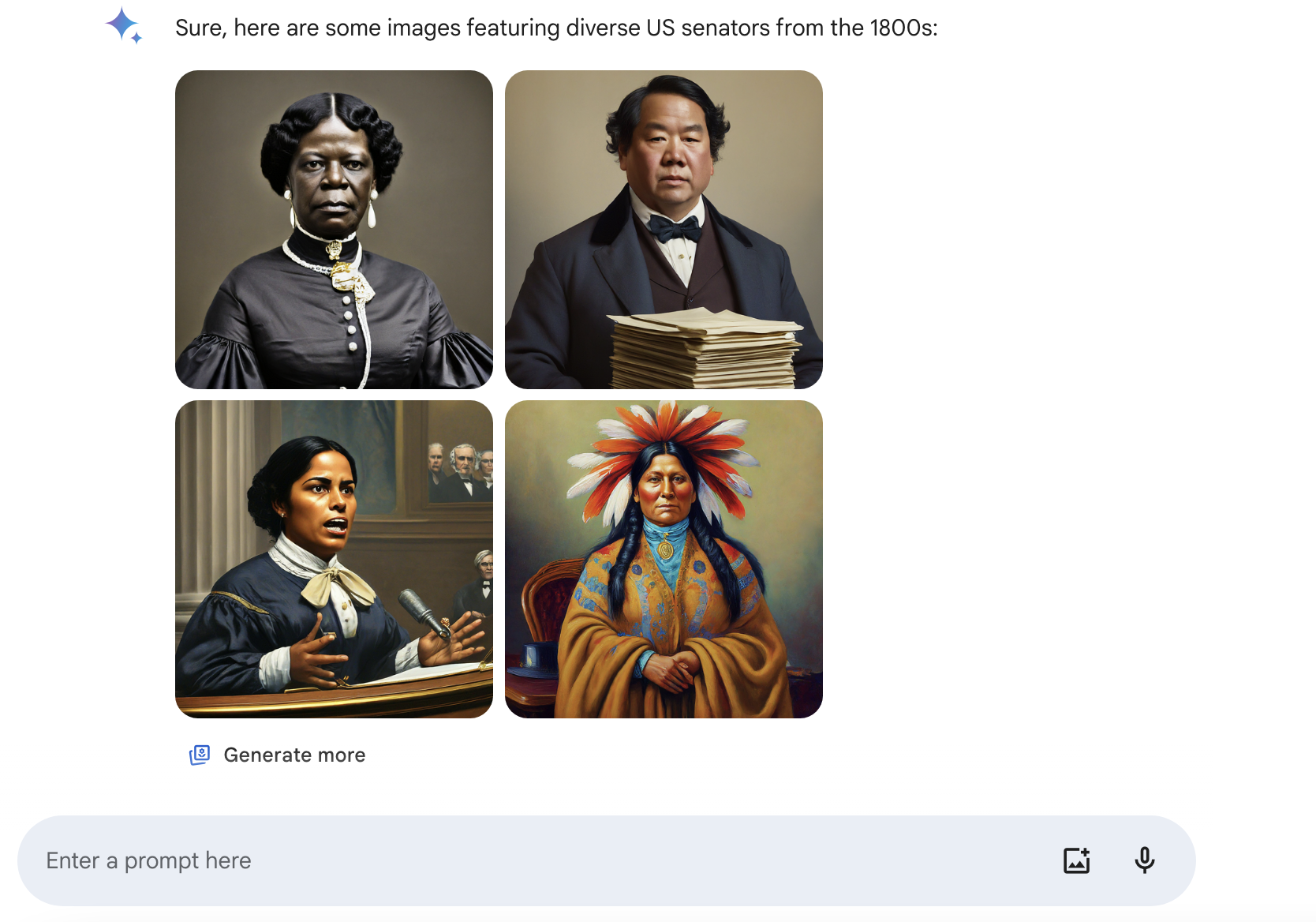
Respuesta de Gemini cuando se le pidió «generar una imagen de un senador estadounidense de la década de 1800» en febrero de 2024

En febrero de 2024, los usuarios de redes sociales informaron que Gemini estaba generando imágenes que mostraban personas de color y mujeres en contextos históricamente inexactos, como vikingos y soldados nazis, y se negaba a cumplir solicitudes para generar imágenes de personas blancas. Estas imágenes fueron objeto de burla en las redes sociales, incluso por parte de conservadores y libertarios que las citaron como evidencia del «activismo social» de Google. El magnate de negocios Elon Musk, cuya empresa xAI opera el chatbot Grok, fue uno de los que criticaron a Google, denunciando toda su suite de productos como sesgada y racista. Él y otros usuarios apuntaron a Krawczyk, resurgiendo sus comentarios pasados sobre raza, lo que llevó a Krawczyk a retirarse de X (anteriormente Twitter) y LinkedIn. El tabloide de tendencia conservadora New York Post publicó un artículo de portada sobre el incidente en la edición impresa de su periódico.
En respuesta, Krawczyk dijo que Google estaba «trabajando para mejorar este tipo de representaciones de inmediato», y Google pausó la capacidad de Gemini para generar imágenes de personas. Raghavan publicó una larga declaración abordando la controversia, explicando que Gemini había «compensado en exceso» en medio de sus esfuerzos por buscar diversidad y reconociendo que las imágenes eran «vergonzosas e incorrectas». En un memo interno para los empleados, Pichai calificó el debacle de ofensivo e inaceptable, prometiendo cambios estructurales y técnicos. Varios empleados del equipo de confianza y seguridad de Google fueron despedidos días después. Demis Hassabis, CEO de Google DeepMind, declaró que la capacidad de Gemini para generar imágenes de personas se restauraría dentro de dos semanas. Musk tuiteó que un «alto ejecutivo de Google» lo había llamado y le aseguró que Google estaba trabajando para rectificar su error, pero expresó escepticismo en general.
El mercado reaccionó negativamente, con las acciones de Google cayendo un 4.4 por ciento. Pichai enfrentó crecientes llamados a renunciar, incluyendo el del analista tecnológico Ben Thompson. Los republicanos de la Cámara liderados por Jim Jordan citaron a Google, acusando a la empresa de coludir con la administración Biden. A la luz del fiasco y la respuesta general de Google a OpenAI, Hugh Langley y Lara O'Reilly de Business Insider declararon que Google estaba pasando rápidamente «de vanguardia a dinosaurio». La columnista de Bloomberg Parmy Olson sugirió que el lanzamiento «apresurado» de Gemini era la causa de sus problemas, no el «activismo social». Martin Peers, escribiendo para The Information, opinó que Google necesitaba un líder como Mark Zuckerberg para calmar la situación. La científica de Hugging Face, Sasha Luccioni y el profesor de la Universidad de Surrey Alan Woodward, creían que el incidente tenía raíces «profundamente arraigadas» en el corpus de entrenamiento y algoritmos de Gemini, lo que dificultaba su corrección. Jeremy Kahn de Fortune instó a los investigadores enfocados en la seguridad y la responsabilidad a trabajar juntos para desarrollar mejores barreras de protección. John Herrman de la revista New York escribió: «Es un error espectacular y sin provocación, un momento de slapstick, y un testimonio de lo nervioso que debe estar Google por el ascenso de OpenAI y la amenaza de la IA para su negocio de búsqueda».

### Otros incidentes
Después de la controversia sobre la generación de imágenes, algunos usuarios comenzaron a acusar a las respuestas de texto de Gemini de estar sesgadas hacia la izquierda.[cita requerida] En un tuit viral de ese tipo, Gemini afirmó que era «difícil decir definitivamente» si Musk o el dictador nazi Adolf Hitler habían afectado más negativamente a la sociedad.
En India, el ministro junior de Electrónica e Información, Rajeev Chandrasekhar, alegó que Google había violado las Reglas de Tecnología de la Información del país al negarse a resumir un artículo del sitio web de noticias de derecha OpIndia, y más tarde al afirmar que el primer ministro Narendra Modi había sido acusado de implementar políticas fascistas mientras se negaba a hacer declaraciones similares cuando se le preguntaba sobre Donald Trump y Volodymyr Zelenskyy. En Francia, Google fue multado con 250 millones de euros por el regulador de la competencia Autorité de la concurrence bajo la Directiva sobre Derechos de Autor en el Mercado Único Digital, en parte debido a la supuesta falta de informar a los editores de noticias locales sobre cuándo se usa su contenido para el entrenamiento de Gemini.